# Baphia
Baphia es un género de plantas con flores de la familia Fabaceae. Comprende 118 especies descritas y de estas, solo 46 aceptadas.

## Taxonomía
El género fue descrito por Afzel. ex Lodd. y publicado en Botanical Cabinet; consisting of coloured delineations . . 4: 367. 1820.

## Especies aceptadas
A continuación se brinda un listado de las especies del género Baphia aceptadas hasta julio de 2014, ordenadas alfabéticamente. Para cada una se indica el nombre binomial seguido del autor, abreviado según las convenciones y usos.	
| - Baphia abyssinica - Baphia angolensis - Baphia aurivellera - Baphia bequaertii - Baphia bergeri - Baphia brachybotrys - Baphia breteleriana - Baphia buettneri - Baphia burttii - Baphia capparidifolia - Baphia chrysophylla - Baphia cordifolia - Baphia cuspidata - Baphia dewevrei - Baphia dewildeana | - Baphia dubia - Baphia eriocalyx - Baphia gossweileri - Baphia heudelotiana - Baphia incerta - Baphia kirkii - Baphia latiloi - Baphia laurentii - Baphia laurifolia - Baphia leptobotrys - Baphia leptostemma - Baphia letestui - Baphia longipedicellata - Baphia macrocalyx - Baphia madagascariensis - Baphia mambillensis | - Baphia marceliana - Baphia massaiensis - Baphia maxima - Baphia nitida - Baphia obanensis - Baphia pauloi - Baphia pilosa - Baphia pubescens - Baphia puguensis - Baphia punctulata - Baphia racemosa - Baphia semseiana - Baphia spathacea - Baphia speciosa - Baphia wollastonii |